# Symphonisches Praeludium (Bruckner)
Das Symphonische Praeludium in c-Moll, WAB add 332, ist eine Orchesterkomposition aus dem Umfeld des österreichischen Komponisten Anton Bruckner. Die Rezeptionsgeschichte des kurz nach dem Zweiten Weltkrieg aufgefundenen Werkes ist unübersichtlich und führte zur Zuschreibung einer instrumentierten Sekundärfassung an Gustav Mahler, die bis heute in der Musikpraxis dominiert, obwohl die Komposition mit hoher Wahrscheinlichkeit von Bruckner selbst stammt.

## Auffindung und Uraufführung
Kurz nach dem Zweiten Weltkrieg entdeckte der Wiener Komponist Heinrich Tschuppik im Nachlass seines Onkels Rudolf Krzyzanowski (1859–1911) das 43-seitige Manuskript einer Partitur, versehen mit der Aufschrift „Rudolf Krzyzanowski cop. 1876“ auf der ersten Seite, auf der letzten Seite in großen blauen Buchstaben „von Anton Bruckner“. Der später als Dirigent unter anderem in Weimar tätige Krzyzanowski war Schüler Anton Bruckners und hatte gemeinsam mit Gustav Mahler eine Klavierversion von Bruckners 3. Sinfonie verfertigt. Tschuppik publizierte 1948 einen Bericht zu seinem Fund in der Schweizerischen Musikzeitung.
Tschuppik fertigte eine Reinschrift der Partitur an, schrieb die Orchesterstimmen heraus und erstellte zudem ein Particell in zwei Kopien. Tschuppik legte das Werk den Bruckner-Kennern Max Auer und Franz Gräflinger vor, ebenso dem Schweizer Dirigenten und Komponisten Volkmar Andreae. Diese bestätigten die Autorschaft Bruckners. Andreae war überdies bereit, die Uraufführung des von Tschuppik mittlerweile mit Symphonisches Präludium betitelten Satzes mit den Wiener Philharmonikern zu übernehmen. Die für den 23. Januar 1949 angesetzte Uraufführung kam jedoch nicht zustande, denn die Orchestermitglieder waren mit der Zuschreibung an Bruckner nicht einverstanden, und der mit einer Expertise betraute Musikwissenschaftler Leopold Nowak lieferte kein definitives Ergebnis. Stattdessen brachten die Münchner Philharmoniker unter Fritz Rieger die Komposition am 7. September 1949 zur Uraufführung. Tschuppik überließ 1949 der Österreichischen Nationalbibliothek eine Fotokopie des Manuskripts, das Original verblieb bei ihm. 1950 verstarb Tschuppik. Seine Partitur-Reinschrift nebst handgeschriebenen Orchesterstimmen sowie ein Particell ruhten seit der Aufführung 1949 im Archiv der Münchner Philharmoniker. Das Originalmanuskript Krzyzanowskis blieb bis Ende der 1980er-Jahre im Besitz der Nachkommen Tschuppiks, die Fotokopie behielt der 1991 verstorbene Leopold Nowak, ohne jemals ein Untersuchungsergebnis zu publizieren.

## Weitere Zuschreibungsgeschichte
1948 verschenkte Tschuppik eine seiner beiden Particell-Kopien (in mehrere Teile zerrissen) nebst nachgelassenen Liedern an Gertrud Staub-Schlaepfer (Zürich). Diese vermerkte auf dem Beginn des Particells: „Könnte das nicht eine Arbeit f. Prüfung von Gustav Mahler sein? Krzyzanowski gab den Klavierauszug zur dritten Symphonie Bruckners (2. Fassung) heraus mit Mahler zusammen.“ Im September 1949 übergab Gertrud Staub-Schlaepfer das Particell mit ihrer Anmerkung der Österreichischen Nationalbibliothek.
Dreißig Jahre später stieß der amerikanische Musikwissenschaftler Paul Banks auf dieses Particell. Ohne von der Uraufführung 1949 und der Existenz des Aufführungsmaterials zu wissen, noch die Fotokopie der Partitur und das Original-Manuskript Krzyzanowskis zu kennen, musste er annehmen, dies sei die einzige Quelle des Werks. Banks schloss aus kompositorisch-strukturellen Gründen und dem handschriftlichen Vermerk auf dem Particell folgend eine Autorschaft Bruckners aus. Nach Abwägung möglicher Autorschaften aus dem Brucknerkreis dieser Zeit (Hans Rott, Gustav Mahler, Hugo Wolf und Krzyzanowski selbst) kam er zu dem Schluss, es handele sich mit hoher Wahrscheinlichkeit um eines der zahlreichen verlorenen Frühwerke Mahlers aus dessen Studienzeit am Wiener Konservatorium. Der Berliner Komponist Albrecht Gürsching wurde beauftragt, eine Instrumentierung auf Basis des Particells zu erstellen. In dieser sekundär rekonstruierten Gestalt gelangte das Werk als „Symphonisches Praeludium von Gustav Mahler“ mit dem Rundfunk-Sinfonieorchester Berlin unter Lawrence Foster am 15. März 1981 zu einer – erneuten – Uraufführung und wurde im Sikorski-Verlag herausgegeben.

## Aufklärung
1985 legte der deutsche Kapellmeister Wolfgang Hiltl (Niedernhausen), der Partitur und Stimmen im Archiv der Münchner Philharmoniker wieder aufgefunden hatte, die tatsächliche Sachlage dar, und verdeutlichte auch anhand stilistischer Merkmale die hohe Wahrscheinlichkeit einer Zuschreibung an Bruckner. Hiltl publizierte hierzu noch weitere Artikel, konnte in den 1990er-Jahren auch Krzyzanowskis Originalmanuskript erwerben und gab es 2002 beim Musikverlag Doblinger in Wien heraus, wobei neben einer modernen Partiturfassung auch ein Faksimile von Krzyzanowskis Manuskript enthalten ist. 2008 verstarb Wolfgang Hiltl in einem Wiesbadener Krankenhaus. Sein Nachlass wurde – samt dem Originalmanuskript Krzyzanowskis – von der Stadtverwaltung seines letzten Wohnsitzes in Niedernhausen geräumt und entsorgt.
Die Musikpraxis ignorierte die Sachlage weitgehend: Einspielungen und Aufführungen erfolgten auch nach 1985 weiterhin mit der Zuschreibung an Gustav Mahler (darunter eine Aufnahme von 1992 unter Neeme Järvi für Chandos Records). Die bei Sikorski verfügbare Aufführungsversion von Albrecht Gürsching figuriert weiterhin (Stand 2014) unter dem Komponistennamen Mahler.
Die erste Aufnahme des bei Doblinger verlegten Originalmaterials datiert von 2013 (Moores School Orchestra unter Michelle Perrin Blair).

## Charakterisierung
Das einsätzige, ouvertürenartige Symphonische Praeludium umfasst 293 Takte und steht in c-Moll. Formal bedient es sich einer erweiterten Sonatensatzform mit drei ausgeprägten Themengruppen. Nach Hiltls Analyse entspricht die stilistische Stellung des Werks der Schaffensphase Bruckners zwischen 1871 und 1876, in der auch die Frühfassungen seiner 2. bis 5. Sinfonie entstanden.
Die Besetzung der Niederschrift Krzyzanowskis entspricht derjenigen, die Bruckner in dieser Zeit anwandte, mit 2 Flöten, 2 Oboen, 2 Klarinetten, 2 Fagotte, 4 Hörnern, 2 Trompeten, 3 Posaunen, Basstuba, Pauken und Streicher. Die Instrumentierung von Albrecht Gürsching verwendet darüber hinaus Piccoloflöte, Kontrafagott, Harfe und Becken.
Die Aufführungsdauer beträgt etwa 8 Minuten (die Ersteinspielung der Urfassung von 2013 dauert 6:33 Minuten).

## Diskographie

### Neuorchestrierung durch Gürsching
Zwei Aufnahmen:
- Neeme Järvi, Royal Scottish National Orchestra, Mahler: Sinfonie Nr. 6, Sinfonisches Präludium – CD: Chandos CHAN 9207, 1992
- Vladimir Jurowski, Radio Symphony Orchestra Berlin, Strauss: Also sprach Zarathustra, Mahler: Totenfeier, Sinfonisches Präludium für Orchester – Pentatone SACD PTC 5186 597, 2016

### Ursprüngliche Orchestrierung
Zwei Aufnahmen:
- Franz Anton Krager & Michelle Perrin Blair, Houston Symphony Choir, Orchester der Moores School & Sigurd Øgaard (Organ), Anton Bruckner: Symphonisches Präludium, Messe Nr. 3 in f-Moll, Postludium Orgel Improvisation – CD/BD abruckner.com BSVD-0116, 2013[12]
- Jakub Hrůša, Bamberger Symphoniker, Hans Rott: Sinfonie Nr. 1 E-Dur, Mahler: Blumine, Bruckner: Symphonisches Präludium - CD : DGG, 2022

### Transkription für Orgel
- Hansjörg Albrecht, Die Bruckner-Sinfonien, Vol. 3 – Orgel-Transkriptionen – CD Oehms Classics OC479, 2022[13]